# Who are you?捏造報道
Who are you?捏造報道（フー・アー・ユー？ねつぞうほうどう）は、2000年5月5日に、日本国内閣総理大臣・森喜朗とアメリカ合衆国大統領ビル・クリントンの間で行われた会談において、森が失言をしたと虚偽報道された問題。一部報道機関、著名人が事実として取り扱ったため、噂の対象となった森はこれを批判し、退陣後もマスコミのあり方に疑問を呈した。
元々は、1998年6月に訪中したクリントンと兵馬俑を発見した文盲の農夫楊志発の対面時の（真偽不明の）逸話として普及していたものであり、当時の韓国大統領金泳三に置き換えたジョークを耳にした毎日新聞論説委員の高畑昭男が日本向けに改変した経緯がある。

## 経緯
当時内閣総理大臣であった森喜朗は「神の国発言」など様々な舌禍事件を起こしていた。
森は後述するように、1980年代に出版された著書『文相初体験』などにて、自身の英語力が無いことを認めていた。その後、2000年7月末には九州・沖縄サミットが開催された。この時、森の英語力の低さと「失言」（とされた発言）の多さをマスコミが馬鹿にしたものとして、次のようなデマが広められた（時期と場所には別パターンもある）。『週刊文春』は「嘘みたいな本当の話」と題した特集記事において、5月の日米首脳会談の際の話として、次のように報じている。
『週刊朝日』は後に追跡取材記事を載せている。それによればこの嘘が最初に報じられたのは2000年7月14日の『株式新聞』であり、その後7月21日に雑誌『フライデー』など講談社グループ系が続いた。『日刊ゲンダイ』は『週刊朝日』の取材に対して「アメリカのルートから聞いた、事実でしょう」と断定し、情報誌『インサイドライン』編集長だった歳川隆雄は新潟での講演にて外務省の知人から聞いたとしてこの件を取り上げ「外務省は隠している」と「政官ぐるみの隠蔽体質」を批判した。また、週刊朝日によればこの沖縄サミット期間中、森の失言はゼロで失言を期待していたマスコミは失望していたところ、この嘘が広められ、各社が飛びついていった旨が書かれている。

## 事実
韓国では森同様「失言」で有名となった金泳三大統領に置き換えてジョークとして広まった。
この話は、英語を母国語としない外国人による挨拶の失敗例として取り上げられることもある。

### 実際に行われた挨拶
『週刊朝日』が5月5日の日米首脳会談に同席した外務省幹部に取材したところ、この幹部は次のように答えたという。

### 森による批判
森は一連の報道について退陣後、偏向、捏造報道として批判している。本件に関しても同様で次のように述べている。

### 創作者
さらに、この嘘の発信源として森政権退陣後の2004年、毎日新聞記者の高畑昭男が名乗り出している。
高畑自身も毎日本紙紙上で「森ジョーク」を取り上げたことがある。報道が拡散した2000年、高畑は「森ジョークの第2弾がある」として、森の英語下手を揶揄した別のジョークを披露した。記事において高畑は、「森ジョーク」がもともと他国の指導者の話であり、ジョークの対象となった森を気の毒がりながらも、受け入れる度量も政治家の幅の広さの一つだと述べている。この時点で高畑は、森ジョークの発信源が自身であることには言及していない。

### 実際の森と英語との関わり
森と英語との実際の関わりについては次のようなものであり、伝記・自著・対談にも載っている。
最初の渡米は1960年代のことであり、当時の大統領選挙での運動員達の活動風景を選挙運動の一例として観察した旨が雑誌「論座」が企画したオーラルヒストリー『自民党と政権交代』にて語られている。
その後、1984年9月に文部大臣として訪米した際、参観していた高校の女性教師から「この授業時間を差し上げますから、何かお話してください」と言われ、即興のスピーチをしたことがあった。このスピーチでは福田赳夫の理念を翻案した「二十一世紀の最大の問題は人口、食糧、エネルギーなのであり、それらが地球上にどのように行きわたり調整できるかが政治のテーマになる」との一言が入っている。首相時代以降もこの考え方を様々な場で踏襲している。これを平河卓は「高校生を相手に分かりやすく、内容もよくまとまっている」と評した。質疑で日本の外国語教育について聞かれた際「単語や文法についてはよくやっている。しかし、会話は不十分で、その証拠に文部大臣（の私）が話せない」と答えて爆笑を呼んだという。
なお、『週刊文春』は謝罪記事を掲載せず、その後も「森政権を罵倒したいのですが、あまりに愚かでタイトルさえ思いつきません。読者の皆様ごめんなさい」（2000年11月2日号）等と言った見出しのついた広告を大手新聞各紙等に広告した。その後も自社の祝賀会には森を招待し続けた。
2013年2月9日東京オリンピック・パラリンピック組織委員会がソチで行った記者会見において、委員長の森が高齢であることに加え、語学力に不安があることを追及されたが、森は自分たちの時代には英語は「敵国語」であったと述べ、「昔はボール、ストライクも『よし』『駄目』と日本語を使わされて野球をやっていた。私の世代はよほど特別に勉強した方じゃないと外国語をよく理解しない」と答え、外国人記者を「敵国語とは不快な表現だ」（英国人記者）「ジョークだと言えば笑い話で済んだが、そうではなかった」（米国人記者）と当惑させた。なお、森は1937年（昭和12年）7月14日生まれであり、終戦当時で8歳であったから、戦後の英語教育を受けている。

## 背景
森によれば、毎日グループなどから受けた偏向報道には次のような背景があり、一部の当事者は認めているのだと言う。
さらに、森はマスコミのあり方にも一石を投じている。